# Apatzingán de la Constitución
Apatzingán de la Constitución oder kurz Apatzingán ist eine mexikanische Großstadt mit ca. 105.000 Einwohnern in der Region der Tierra caliente im Bundesstaat Michoacán. Die Stadt ist Verwaltungssitz des Municipio Apatzingán und seit dem Jahr 1962 Sitz eines Bistums.

## Toponym
Der Name der Stadt ist indianischen Ursprungs und wurde dem Nahuatl entnommen: apatzincan („Ort mit kleinen Flüssen“; apan = Fluss, tzin (diminutiv), can = Ort).

## Lage und Klima
Apatzingán liegt in den südwestlichen Hängen der Sierra Madre Occidental in einer Höhe von nur etwa 325 m. Die nächstgelegene Großstadt ist das ca. 80 km (Fahrtstrecke) nordöstlich gelegene Uruapán; die Provinzhauptstadt Morelia ist ca. 185 km entfernt und die Hafenstadt Lazaro Cárdenas liegt ca. 195 km südlich an der Pazifikküste. Apatzingán verfügt über einen nationalen Flughafen (Flughafenkürzel: AZG). Das Klima ist gemäßigt bis warm; Regen (ca. 2500–3000 mm/Jahr) fällt ganz überwiegend im Sommerhalbjahr.

## Bevölkerung
| Jahr      | 2000   | 2010    | 2020    |
| Einwohner | 93.756 | 100.300 | 102.362 |

Der überwiegende Teil der Bevölkerung ist indianischer Abstammung; zahlreich sind auch Mestizen. Gesprochen wird jedoch zumeist Spanisch.

## Wirtschaft
Apatzingán ist ein Zentrum des Obst- und Gemüseanbaus in Mexiko; es gibt entsprechende Konservierungs- und Weiterverabeitungbetriebe. Außerdem wird auf dem Gemeindegebiet extensive Viehzucht (ganadería) betrieben.

## Geschichte
Apatzingán wurde von den Spaniern um das Jahr 1617 gegründet; Mönche des Franziskanerordens trieben die Christianisierung voran. Während des Mexikanischen Unabhängigkeitskampfes (1810–1821) wurde in Apatzingán im Jahr 1814 von Mitgliedern des Kongresses die erste Verfassung Mexikos, die Verfassung von Apatzingán, geschrieben – daher der Beiname der Stadt. Die Erhebung zur Stadt erfolgte im Jahr 1883.
Im Mai 2011 flüchteten ungefähr 2500 Einwohner aus Apatzingán und Umgebung vor der Gewalt im Drogenkrieg in Mexiko. Mitglieder des Los-Caballeros-Templarios-Drogenkartells sperrten zwei Tage lang eine Straße in der Stadt. Die Regierung forderte die Bewohner auf die Stadt zu verlassen und etwa 40 Schulen wurden geschlossen.
Ende Oktober 2013 versuchten etwa 300 bewaffnete Mitglieder einer Bürgerwehr, die Großstadt unter ihre Kontrolle zu bringen. Dies schlug fehl. Mutmaßlich als Reaktion darauf ließen Drogenbosse mehrere Tankstellen niederbrennen. Kraftwerke wurden mit großkalibrigen Waffen und Molotowcocktails angegriffen. Ein daraus resultierender Stromausfall traf mehr als 400.000 Einwohner und mehrere Industriebetriebe Michoacáns.

## Sehenswürdigkeiten
Kulturelle Einrichtungen sind rar; die dreischiffige aber nur eintürmige ehemalige Hauptkirche und heutige Kathedrale ist der Himmelfahrt Mariens (Asunción) geweiht und stammt aus der Mitte des 20. Jahrhunderts. Dennoch ist Apatzingán wegen seiner Schwimmbäder etc. von regionaler touristischer Bedeutung.

## Söhne und Töchter der Stadt
- Olaf Heredia (* 1957), Fußballspieler
- Nazario Moreno González (1970–2014), Drogenbaron